# Jersey Girl
Jersey Girl is een Amerikaanse komische film annex dramafilm uit 2004 van Kevin Smith met in de hoofdrollen onder meer Ben Affleck en Liv Tyler.

## Verhaal
Ollie (Ben Affleck) is een zeer succesvolle PR-man in New York. Dan sterft zijn vrouw (Jennifer Lopez) tijdens de bevalling van hun dochter. Ollie begraaft zich in zijn werk om het drama te vergeten en laat zijn vader Bart (George Carlin) voor het kind zorgen. Die dwingt Ollie echter het na een maand over te nemen. De stress wordt Ollie te veel, waardoor hij tegenover een group journalisten zijn cliënt Will Smith en diens dan uitkomende film Independence Day afkraakt. Hierdoor verliest hij zijn baan, waarna hij bij zijn vader intrekt. Ongeveer zeven jaar later ontmoet hij in een videotheek Maya (Liv Tyler), met wie hij een relatie krijgt.
Hij leert mettertijd een betere vader en een beter mens te zijn voor zijn dochter en zijn omgeving.

## Rolverdeling
| Acteur                    | Personage              | Opmerkingen                      |
| ------------------------- | ---------------------- | -------------------------------- |
| Ben Affleck               | Olivier "Ollie" Trinké |                                  |
| Liv Tyler                 | Maya                   | medewerkster videotheek          |
| Raquel Castro             | Gertie Trinké          | Ollies dochter                   |
| George Carlin             | Bart Trinké            | Ollies vader                     |
| Jason Biggs               | Arthur Brickman        | Ollies (voormalige) protegé      |
| Jennifer Lopez            | Gertrude Steiney       | Ollies (overleden) vrouw         |
| Stephen Root              | Greenie                | collega en vriend van opa Trinké |
| Mike Starr                | Block                  | collega en vriend van opa Trinké |
| Betty Aberlin             | Lerares                | lerares op Gerties school        |
| Jennifer Schwalbach Smith | Susan                  | vermeld als Jennifer Schwalbach  |
| S. Epatha Merkerson       | Arts #1                |                                  |
| Jason Lee                 | PR-leidinggevende #1   |                                  |
| Matt Damon                | PR-leidinggevende #2   |                                  |
| Will Smith                | Zichzelf               | onvermeld                        |
| Harley Quinn Smith        | Tracy Colelli          | onvermeld                        |

## Productie
Jersey Girl was de eerste film van Kevin Smith buiten het "View Askewniverse", de verzameling personages, locaties en thema's uit films als Clerks en Jay and Silent Bob Strike Back.
Ook Jay en Silent Bob komen er niet in voor. Acteur Jason Mewes, die Jay gestalte geeft, zou aanvankelijk wel een rolletje krijgen, maar Smith zag hiervan af om Mewes te dwingen eindelijk eens af te kicken.
De film liet aanvankelijk ook Ollies en Gertrudes huwelijk zien, maar deze scène werd geschrapt nadat de relatie tussen Affleck en Lopez op de klippen liep en tevens vanwege de slechte ontvangst van Afflecks en Lopez' film Gigli (2003). Lopez heeft hierdoor slechts een kleine rol.
Volgens Smith gedroeg de cameraman, Oscarwinnaar Vilmos Zsigmond, zich nogal slecht ten opzichte van de rest van de crew.
De film was met een budget van 35 miljoen dollar Smiths duurste film tot dan toe.